# Hermine Pußwald
Hermine Pußwald (* 8. September 1948 in Obgrün (ehm. Gemeinde Hainersdorf), Steiermark) ist eine österreichische Politikerin (ÖVP).

## Leben
Hermine Pußwald wurde am 8. September 1948 in Obgrün in der Gemeinde Hainersdorf im Bezirk Hartberg-Fürstenfeld geboren. Sie besuchte die Volksschule in Hainersdorf und die Hauptschule in Ilz. Danach wechselte sie auf die Höhere Bundeslehranstalt für landwirtschaftliche Frauenberufe in Sitzenberg und besuchte auch das Bundesseminar für landwirtschaftlichen Lehr- und Förderungsdienst. Von 1972 bis 1974 arbeitete sie als Lehrerin, war dann Leiterin einer einjährigen landwirtschaftlichen Haushaltungsschule in Naas bei Weiz und ab 1980 Direktorin der Fachschule für Land- und Ernährungswirtschaft in Großlobming-St. Martin. Diese Funktion übte sie über 30 Jahre lang aus.
In dieser Zeit war sie auch Mitbegründerin der Bildungs- und Kultur-Initiative St. Martin, war 25 Jahre lang für die Sommer-Musik-Wochen im Schloss Großlobming verantwortlich und leitete zwei Jahrzehnte lang das Landes-Projekt „Gesunde Gemeinde“.
Ab 1986 war sie vier Perioden lang bis 2005 Landtagsabgeordnete für die ÖVP.

## Ehrungen und Auszeichnungen
- 2011: Großes Ehrenzeichen des Landes Steiermark[4]